# A nimfomániás
A nimfomániás (eredeti címe: Nymphomaniac, stilizált alakja: NYMPH()MANIAC) 2013-ban bemutatott kétrészes dán-belga-francia-német koprodukcióban készült erotikus filmdráma Lars von Trier rendezésében. A főszerepben Charlotte Gainsbourg, Stellan Skarsgård látható. A filmet két részben mutatták be a mozikban: az első rész 2014. február 16-án mutatkozott be a 64. Berlini Nemzetközi Filmfesztiválon, míg a második rész a 71. Velencei Nemzetközi Filmfesztiválon jelent meg. A rendezői változat 2014. szeptember 10-én jelent meg Koppenhágában.
Trier (nem hivatalos) depresszió-trilógiájának utolsó része; az első kettő az Antikrisztus (2009) és a Melankólia (2011).

## Rövid történet
A film főszereplője Joe (Gainsbourg), egy nimfomániás személy, aki elmeséli erotikus élményeit egy agglegénynek. Az agglegény segít Joe-nak felépülni egy balesetből. A film Joe életét mutatja be, kezdve a kamaszkorától egészen a felnőttkoráig. A történet nyolc fejezetre van bontva, amelyet két részen keresztül mutatnak be.

## Szereplők
Főszereplők
- Charlotte Gainsbourg: Joe (35–től 50 éves koráig)
  - Stacy Martin: fiatal Joe (15–től 31 éves koráig)[6]
- Stellan Skarsgård: Seligman[7]
- Shia LaBeouf: Jerôme Morris[7]
- Christian Slater:[6] Joe apja
- Jamie Bell: K[7]
- Uma Thurman: Mrs. H
- Willem Dafoe: L[7]
- Mia Goth: P[8]
- Sophie Kennedy Clark: B
- Connie Nielsen: Katherine (Joe anyja)[7]
- Michaël Pas: idősebb Jerôme
- Jean-Marc Barr: úriember[7]

### További szereplők
Első rész
- Maja Arsovic: Joe (7 évesen)
- Sofie Kasten: B (10 évesen)
- Ananya Berg: Joe (10 évesen)
- James Northcote:[9] fiú a vonaton
- Charlie G. Hawkins: fiú a vonaton
- Jens Albinus:[10] S
- Felicity Gilbert: Liz (titkárnő)
- Jesper Christensen:[10] Jerôme nagybácsija
- Hugo Speer: Mr. H
- Cyron Melville: Andy (A)
- Saskia Reeves:[7] szülésznő
- Nicolas Bro: F[10]
- Christian Gade Bjerrum: G

Második rész
- Shanti Roney:[10] Tobias (tolmács)
- Laura Christensen: bébiszitter
- Udo Kier: pincér[7]
- Caroline Goodall: pszichológus[7]
- Kate Ashfield: pszichiáter[7]
- Tania Carlin: Renée[11]
- Daniela Lebang: Brunelda
- Omar Shargawi:[7] kemény fickó
- Marcus Jakovljevic: kemény fickó
- Severin von Hoensbroech:[10] adós

## Háttér
A forgatás 2012. augusztus 28. és november 9. között zajlott. A filmet Kölnben, Hildenben és Gentben forgatták.

## Filmzene
A filmzenei album 2014. június 27-én jelent meg a Zentropa gondozásában. Az albumon klasszikus zene és modern rockzene hallható, illetve két klip a filmből.

## Médiakiadás
A filmet 2014. július 8-án jelentették meg DVD-n és Blu-rayen az Egyesült Államokban. A rendezői változat 2014. november 25-én került piacra.

## Fogadtatás
A Rotten Tomatoes oldalán az első rész 76%-os értékelést ért el, és 6.9 pontot szerzett a tízből, 202 kritika alapján. A második rész 60%-ot ért el, és 6.4 pontot szerzett a tízből, 126 kritika alapján. A Metacritic honlapján az első rész 64 pontot szerzett a százból, 41 kritika alapján. A második rész pedig 60 pontot szerzett a százból, 34 kritika alapján.
A Mancunion kritikusa, Martin Solibakke dicsérte Stacy Martin színészi játékát, illetve magát a filmet.
A The Australian kritikusa, David Stratton elmondása szerint "gyűlölte" Trier korábbi filmjeit, elmondása szerint pedig "A nimfomániást szemmel láthatóan a műalkotásának tervezték; ez az a film, amelyben kifejthet mindent, amit gyűlöl a kortárs élettel és a kortárs filmmel kapcsolatban". Stratton az At the Movies című műsorban elmondta, hogy "borzalmasnak" találta a film négy órás időtartamát, de némely színész(főként Stacy Martin és Jamie Bell) alakításait dicserte. A másik műsorvezető, Margaret Pomeranz szintén dicsérte a színészi játékot, de a szexjelenetekkel szemben már kritikus volt. A ThoughtCatalog kritikusa, Rebecca Coleman kritizálta a film cselekményének összefüggéstelenségét.
Keith Uhlich, a The A.V. Club kritikusa a 2014-es év harmadik legjobb filmjének nevezte.